# Hautteville-Bocage
Hautteville-Bocage è un comune francese di 124 abitanti situato nel dipartimento della Manica nella regione della Normandia.

## Società

### Evoluzione demografica
Abitanti censiti